# دانيال سيسنيروس
دانيال سيسنيروس (بالإسبانية: Daniel Cisneros)‏ هو لاعب كرة قدم مكسيكي، ولد في 27 يناير 1992 في مازاتلان في المكسيك. لعب مع Mineros de Zacatecas ‏.

## وصلات خارجية
- دانيال سيسنيروس على موقع قاعدة بيانات كرة القدم.إي يو (الإنجليزية)